# UTC+11:00

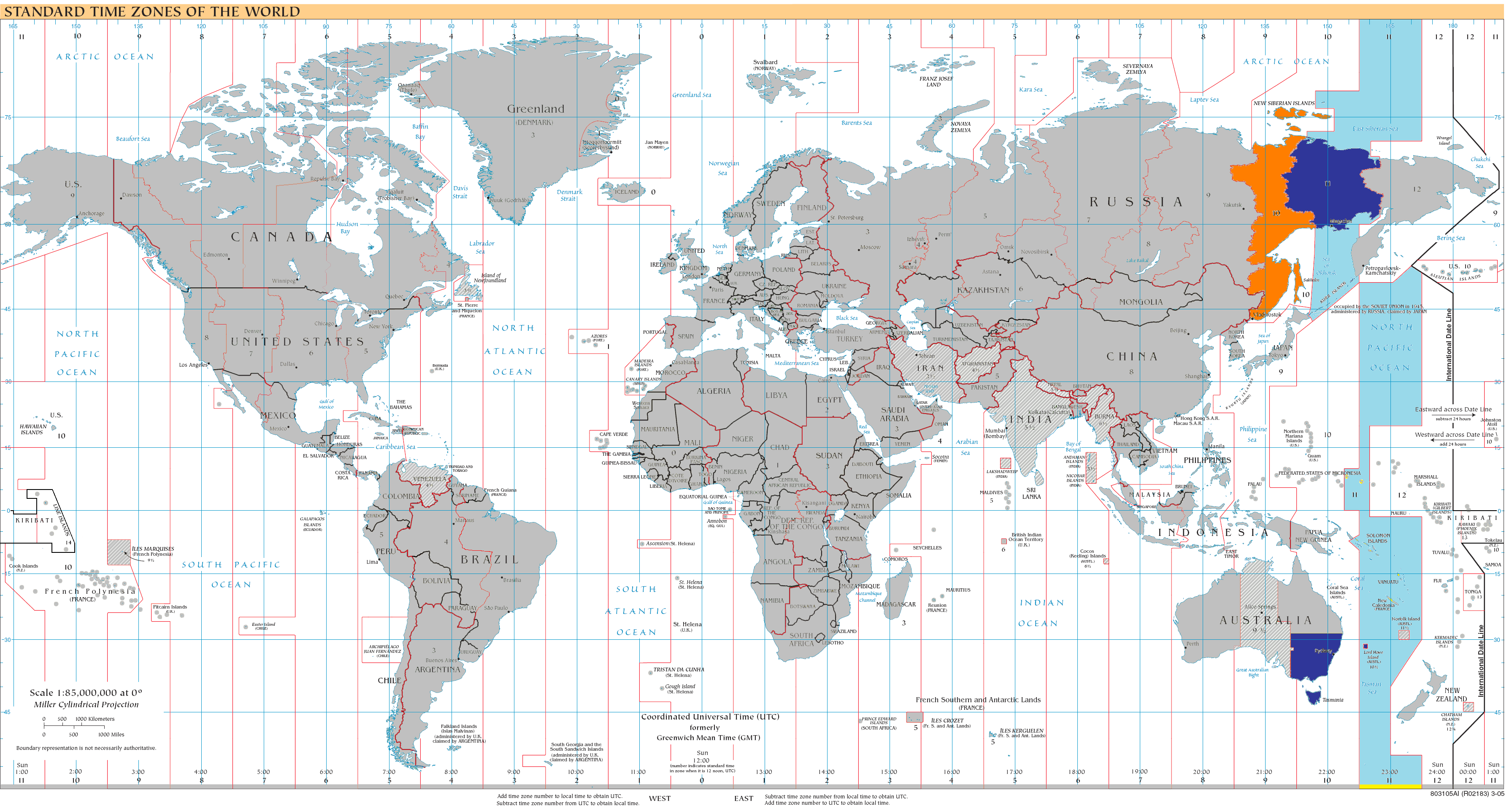
Mapa de UTC+11:00

UTC+11:00 es el sexto huso horario del planeta cuya ubicación geográfica se encuentra en el meridiano 165 este.  Aquellos países que se rigen por este huso horario se encuentran 11 horas por delante del meridiano de Greenwich.

## Hemisferio norte

### Países que se rigen por UTC+11:00 todo el año
| Abreviatura | Nombre Completo                                  | País |
| ----------- | ------------------------------------------------ | --- |
| KOST        | Hora de Kosrae (Kosrae Time)                     | Micronesia - Kosrae |
| MAGT        | Hora de Magadan (Magadan Time)                   | Rusia - Óblast de Magadán |
| PONT        | Hora Estándar de Pohnpei (Pohnpei Standard Time) | Micronesia - Pohnpei |
| SAKT        | Hora de Sajalín (Sakhalin Time)                  | Rusia - Óblast de Sajalín |
| SRET        | Hora de Srednekolymsk (Srednekolymsk Time)       | Rusia - Distrito de Abyysky - Distrito de Allaikhovsky - Distrito de Momsky - Distrito de Nizhnekolymsky - Distrito de Severo-Kurilsky - Distrito de Srednekolymsky - Distrito de Verkhnekolymsky |

## Hemisferio sur

### Países que se rigen por UTC+11:00 todo el año
| Abreviatura | Nombre Completo                                                        | País                              |
| ----------- | ---------------------------------------------------------------------- | --------------------------------- |
| AEDT        | Hora de Verano del Este Australiano (Australian Eastern Daylight Time) | Australia - Isla Macquarie        |
| BST         | Hora Estándar de Bougainville (Bouganinville Standard Time)            | Papúa Nueva Guinea - Bougainville |
| NCT         | Hora de Nueva Caledonia (New Caledonia Time)                           | Francia - Nueva Caledonia         |
| SBT         | Hora de las Islas Salomón (Solomon Islands Time)                       | Islas Salomón                     |
| VUT         | Hora de Vanuatu (Vanuatu Time)                                         | Vanuatu                           |

### Países que se rigen por UTC+11:00 en Horario Estándar
| Abreviatura | Nombre Completo                | País                     |
| ----------- | ------------------------------ | ------------------------ |
| NFT         | Hora de Norfolk (Norfolk Time) | Australia - Isla Norfolk |

### Países que se rigen por UTC+11:00 en Horario de Verano
| Abreviatura | Nombre Completo                                                        | País |
| ----------- | ---------------------------------------------------------------------- | --- |
| AEDT        | Hora de Verano del Este Australiano (Australian Eastern Daylight Time) | Australia - Territorio de la Capital Australiana - Nueva Gales del Sur (Excepto Broken Hill) - Tasmania - Victoria |
| LHDT        | Hora de Verano de Lord Howe (Lord Howe Daylight Time)                  | Australia - Isla de Lord Howe                                                                                      |